# Pristiophorus japonicus
Espèce
Statut de conservation UICN

 DD  : Données insuffisantes
Pristiophorus japonicus, le requin-scie japonais, est une espèce de requins de la famille des Pristiophoridae découverte en 1870 par Gunther. Il n'est pas hostile envers l'homme. Cette espèce est nocturne.

## Description
Ce requin trapu est long de 140 cm et peut atteindre les 153 cm. Les deux nageoires dorsales ne possèdent pas d'épine. La tête est prolongée d'un rostre impressionnant, armé de dents acérées et d'une paire de barbillons fins et allongés bien plus près de la bouche que du bout du rostre. Il a 15 à 26 dents latérales en avant des barbillons et 8 à 17 ou plus en arrière. Il possède également 9 à 14 dents ventrales en avant des barbillons et 8 à 9 en arrière.
Sa coloration est brune ou brun-rougeâtre, avec une ligne médiane et les bords et les bords du rostre brun foncé.

## Biologie
Le requin-scie japonais se nourrit de poissons et d'invertébrés. Il se sert de son rostre pour tuer ses proies
Pristiophorus japonicus est ovovivipare. La femelle donne naissance à 5 à 12 juvéniles.

## Distribution et habitat
On le rencontre dans le nord-ouest du Pacifique, du Japon jusqu'en Taïwan. Il vit sur ou près des fonds sableux ou vaseux des plateaux continentaux  et dans la partie supérieure des talus en mers tempérées, à des profondeurs allant de 50 à 800 m.